# Panamerikanische Spiele 2015/Leichtathletik – 20 km Gehen der Frauen

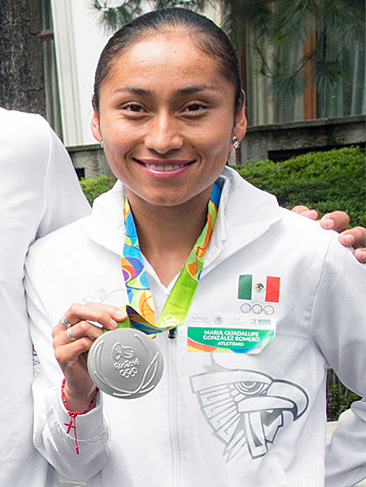
Die Siegerin María Guadalupe González (2016)

Das 20-km-Gehen der Frauen bei den Panamerikanischen Spielen 2015 fand am 19. Juli um den Ontario Place in Toronto statt.
16 Geherinnen aus zehn Ländern nahmen an den Lauf teil. Die Goldmedaille gewann María Guadalupe González nach 1:29:24 h, was auch ein neuer Rekord der Panamerikanischen Spiele war. Silber ging an Érica de Sena mit 1:30:03 h und die Bronzemedaille gewann Paola Pérez mit 1:31:53 h.

## Rekorde
Vor dem Wettbewerb galten folgende Rekorde:
| Weltrekord        | Liu Hong    | 1:24:38 h | A Coruña, Spanien                              | 6. Juni 2015     |
| Rekord der Spiele | Jamy Franco | 1:32:38 h | Panamerikanische Spiele in Guadalajara, Mexiko | 23. Oktober 2011 |

## Ergebnis
19. Juli 2015, 7:05 Uhr
| Platz | Athletin                 | Land               | Zeit (h)   |
| ----- | ------------------------ | ------------------ | ---------- |
|       | María Guadalupe González | Mexiko             | 1:29:24 PR |
|       | Érica de Sena            | Brasilien          | 1:30:03    |
|       | Paola Pérez              | Ecuador            | 1:31:53 PB |
| 4     | Sandra Arenas            | Kolumbien          | 1:32:36 SB |
| 5     | Kimberly Garcia          | Peru               | 1:32:45    |
| 6     | Rachel Seaman            | Kanada             | 1:32:49    |
| 7     | Maria Michta-Coffey      | Vereinigte Staaten | 1:33:07 SB |
| 8     | Alejandra Ortega         | Mexiko             | 1:35:03    |
| 9     | Wendy Cornejo            | Bolivien           | 1:36:58    |
| 10    | Miranda Melville         | Vereinigte Staaten | 1:37:45    |
| 11    | Cisiane Lopes            | Brasilien          | 1:38:53    |
| 12    | Katelynn Ramage          | Kanada             | 1:46:03 PB |
| 13    | Cristina López           | El Salvador        | 1:47:33    |
|       | Sandra Galvis            | Kolumbien          | DNF        |
|       | Claudia Balderrama       | Bolivien           | DSQ 1      |
|       | Mirna Ortiz              | Guatemala          | DSQ 1      |